# Episodi de Le avventure di Gene Autry (seconda stagione)
La seconda stagione della serie televisiva Le avventure di Gene Autry è andata in onda negli Stati Uniti dal 6 ottobre 1951 al 30 marzo 1952 sulla CBS.
| nº | Titolo originale             | Prima TV USA     | Titolo italiano | Prima TV Italia |
| -- | ---------------------------- | ---------------- | --------------- | --------------- |
| 1  | Ghost Town Raiders           | 6 ottobre 1951   |                 |                 |
| 2  | Frontier Guard               | 13 ottobre 1951  |                 |                 |
| 3  | Silver Dollars               | 20 ottobre 1951  |                 |                 |
| 4  | Killer's Trail               | 27 ottobre 1951  |                 |                 |
| 5  | Frame for Trouble            | 3 novembre 1951  |                 |                 |
| 6  | Warning! Danger!             | 10 novembre 1951 |                 |                 |
| 7  | Revenge Trail                | 17 novembre 1951 |                 |                 |
| 8  | The Bandits of Boulder Bluff | 24 novembre 1951 |                 |                 |
| 9  | Outlaw Escape                | 1º dicembre 1951 |                 |                 |
| 10 | The Kid Comes West           | 8 dicembre 1951  |                 |                 |
| 11 | Return of Maverick Dan       | 15 dicembre 1951 |                 |                 |
| 12 | Galloping Hoofs              | 22 dicembre 1951 |                 |                 |
| 13 | Heir to the Lazy L           | 29 dicembre 1951 |                 |                 |
| 14 | Melody Mesa                  | 4 gennaio 1952   |                 |                 |
| 15 | Horse Sense                  | 11 gennaio 1952  |                 |                 |
| 16 | Rock River Feud              | 18 gennaio 1952  |                 |                 |
| 17 | The Lawless Press            | 25 gennaio 1952  |                 |                 |
| 18 | The Western Way              | 1º febbraio 1952 |                 |                 |
| 19 | The Ruthless Renegade        | 8 febbraio 1952  |                 |                 |
| 20 | Hot Lead and Old Lace        | 15 febbraio 1952 |                 |                 |
| 21 | Blazeaway                    | 22 febbraio 1952 |                 |                 |
| 22 | Bullets & Bows               | 2 marzo 1952     |                 |                 |
| 23 | Trouble at Silver Creek      | 9 marzo 1952     |                 |                 |
| 24 | Six Gun Romeo                | 16 marzo 1952    |                 |                 |
| 25 | The Sheriff Is a Lady        | 23 marzo 1952    |                 |                 |
| 26 | The Trail of the Witch       | 30 marzo 1952    |                 |                 |

## Ghost Town Raiders
- Diretto da:
- Scritto da:

### Trama
- Interpreti: Gene Autry (Gene Autry), Pat Buttram (Pat), Wendy Waldron (Lita Ormsby), William Fawcett (Crazy Charley), George J. Lewis (capitano Morales), Ray Bennett (Luke Travis, capobanda), Reed Howes (scagnozzo con i baffi), Kermit Maynard (scagnozzo alto ed esile), Sam Flint (J. L. Ormsby), Art Dillard (scagnozzo), Bob Woodward (operatore del telegrafo)

## Frontier Guard
- Diretto da:
- Scritto da:

### Trama
- Interpreti: Gene Autry (Gene Autry), Pat Buttram (Pat), Donna Martell (Diana Jamison), James Craven (Steve Kinney), Denver Pyle (primo scagnozzo), Francis McDonald (Dave Jamison), Gregg Barton (pistolero in camicia scura), Riley Hill (Vic), Ewing Mitchell (sceriffo), Tom Monroe (Pete, secondo pistolero), Boyd Stockman (conducente della diligenza)

## Silver Dollars
- Diretto da:
- Scritto da:

### Trama
- Interpreti: Gene Autry (Gene Autry), Pat Buttram (Pat Buttram), Wendy Waldron (Doree Tyler), Louise Lorimer (Ada Mitchell), George J. Lewis, William Fawcett (sceriffo Bailey), Ray Bennett (Nick Hatfield), Kermit Maynard (Tall, Slender Henchman), Art Dillard (Mike, uno scagnozzo), Reed Howes (scagnozzo mascherato), Boyd Stockman (Gowdy)

## Killer's Trail
- Diretto da:
- Scritto da:

### Trama
- Interpreti: Gene Autry (Gene Autry), Pat Buttram (Pat Buttram), Donna Martell (Tonia Castellar), James Craven (Wade Morgan), Ewing Mitchell (sceriffo Jim Kent), Riley Hill (Mike - capo degli scagnozzi), Gregg Barton (Big Henchman in Checked Shirt), Francis McDonald (Felipe Mendoza), Denver Pyle (Frank Blake), Tom Monroe (Scagnozzo che insegue Gene), Art Dillard (Dark-Hatted Posse Member), Bob Woodward (conducente della diligenza / Pedro)

## Frame for Trouble
- Diretto da:
- Scritto da:

### Trama
- Interpreti: Gene Autry (Gene Autry), Pat Buttram (Pat Buttram), Gail Davis (Virginia Rutledge), Dick Curtis (Sam), Dennis Moore (scagnozzo in Check Shirt), John Halloran (sceriffo), Don C. Harvey (vice sceriffo Clem), Marshall Reed (scagnozzo in Denim Jacket), Bob Woodward (Black Jackson)

## Warning! Danger!
- Diretto da:
- Scritto da:

### Trama
- Interpreti: Gene Autry (Gene Autry), Pat Buttram (Pat), Dickie Jones (Jerry Miller), Gloria Winters (Sue Miller), Gordon Jones (Mike Halen), Harry Lauter (Rick Carson), Teddy Infuhr (Bobby Miller), Leonard Penn (Hedge Nolan), Bill Kennedy (Vance Evans)

## Revenge Trail
- Diretto da:
- Scritto da:

### Trama
- Interpreti: Gene Autry (Gene Autry), Pat Buttram (Pat Buttram), Gail Davis (Hester Vance), Dick Curtis (Johnny McLean, alias Doc Leary), Dennis Moore (Ennis, Lead Henchman), John Halloran (Marshal Douglas Vance), Don C. Harvey (Milo Miller), Marshall Reed (primo aiutante del ranch di Miller), Bob McElroy (uomo nel Café), Boyd Stockman (conducente della diligenza), Bob Woodward (secondo aiutante del ranch di Miller)

## The Bandits of Boulder Bluff
- Diretto da:
- Scritto da:

### Trama
- Interpreti: Gene Autry (Gene Autry), Pat Buttram (sceriffo Pat Buttram), Dickie Jones (Tom Colby), Anne O'Neal (Zia Lucy Wilson), Gordon Jones (vice sceriffo in Gray Shirt), Harry Lauter (Ace Judkins), Leonard Penn (Mitch Lawson), Bill Kennedy (scagnozzo Bill), Al Haskell (scagnozzo), Merrill McCormick (George Colby), Boyd Stockman (vice)

## Outlaw Escape
- Diretto da:
- Scritto da:

### Trama
- Interpreti: Gene Autry (Gene Autry), Pat Buttram (sceriffo Pat Buttram), Gail Davis (Polly Glover), James Craven (Brad Bidwell), Ewing Mitchell (Glover), Ben Welden (scagnozzo Pete), Lee Frederick (Red Lambert), Myron Healey (scagnozzo Blake), Lee Morgan (Lead Barroom Brawler), Sandy Sanders (scagnozzo)

## The Kid Comes West
- Diretto da:
- Scritto da:

### Trama
- Interpreti: Gene Autry (Gene Autry), Pat Buttram (Pat), Sherry Jackson (Frankie Scott), William Fawcett (Frank Graham), Steve Pendleton (Paul, Graham's Nephew), Keith Richards (Duke Farris), Craig Woods (Hitch - Henchman con veste di cuoio), Sandy Sanders (scagnozzo in giacca di jeans), Boyd Stockman (Sam)

## Return of Maverick Dan
- Diretto da:
- Scritto da:

### Trama
- Interpreti: Gene Autry (Marshal Gene Autry), Pat Buttram (Pat Buttram), Carol Nugent (Barbara 'Bobbie' Blake), James Craven (Mayor Elliott Johnson), Ewing Mitchell (sceriffo), Ben Welden (scagnozzo Rusty), Lee Frederick (Maverick Dan Blake), Myron Healey (scagnozzo Clay), Lee Morgan (Sam Grover)

## Galloping Hoofs
- Diretto da:
- Scritto da:

### Trama
- Interpreti: Gene Autry (Gene Autry), Pat Buttram (Pat Buttram), Gail Davis (Mary), George J. Lewis (Neal Pierson), Belle Mitchell (Emily Blake), Harry Harvey (sceriffo Henry Blake), Denver Pyle (Curt Wayne)

## Heir to the Lazy L
- Diretto da:
- Scritto da:

### Trama
- Interpreti: Gene Autry (Gene Autry), Pat Buttram (Pat Buttram), Gail Davis (Pauline Logan), Alan Hale Jr. (scagnozzo Bart), Helen Servis (Hortense Appleby), Terry Frost (Black-Shirted Henchman), Hugh Prosser (Latimer), Sandy Sanders (Lem, scagnozzo con barba lunga)

## Melody Mesa
- Diretto da:
- Scritto da:

### Trama
- Interpreti: Gene Autry (Gene Autry), Pat Buttram (Pat), Gail Davis (Joan Merritt), Belle Mitchell (Jessica James), George J. Lewis (capobanda), Denver Pyle (professor Sharp), Harry Harvey (Ed, lo sceriffo), Ewing Mitchell (Roger Merritt), Riley Hill (scagnozzo in camicia nera), Jim Brittain (scagnozzo in Tan Jacket), Boyd Stockman (conducente della diligenza)

## Horse Sense
- Diretto da:
- Scritto da:

### Trama
- Interpreti: Gene Autry (Gene Autry), Pat Buttram (Pat Buttram), Gail Davis (Elaine Castle), Dickie Jones (Jeff Castle), Alan Hale Jr. (Trader Adams), Terry Frost (scagnozzo Blackie), Hugh Prosser (Matt Nixon), Sandy Sanders (Slade), Bob Woodward (cowboy che costringe Adams a lasciare la città)

## Rock River Feud
- Diretto da:
- Scritto da:

### Trama
- Interpreti: Gene Autry (Gene Autry), Pat Buttram (Pat Buttram), Sherry Jackson (Bonnie Ford), William Fawcett (Jim Ford), Steve Pendleton (Lafe Ford), Keith Richards (Marshal Sam), Craig Woods (Mike, proprietario del café), Sandy Sanders (Terry Buttram)

## The Lawless Press
- Diretto da:
- Scritto da:

### Trama
- Interpreti: Gene Autry (sceriffo Gene Autry), Pat Buttram (Pat Buttram), Roy Gordon (Jud Halsey), George Pembroke (Lucifer Lane), B.G. Norman (Tommy), Dennis Moore (Abner Barnes), James Anderson (vice Bert Halsey), Gregg Barton (scagnozzo Pete), Ed Hinkle (secondo conducente della diligenza), Art Dillard (scagnozzo / cittadino), Frankie Marvin (scagnozzo / Townsman), Boyd Stockman (primo conducente della diligenza), Bob Woodward (sceriffo assassinato)

## The Western Way
- Diretto da:
- Scritto da:

### Trama
- Interpreti: Gene Autry (Gene Autry), Pat Buttram (Pat Buttram), Dickie Jones (Billy Walker), Mira McKinney (Emily Walker), Harry Lauter (Walt Brady), Steve Clark (sceriffo Daniel Kincaid), Don C. Harvey (vice Jim Dixon), Robert J. Wilke (scagnozzo), Art Dillard (scagnozzo in giacca di jeans), Sam Flint (Robbery-annunciatore)

## The Ruthless Renegade
- Diretto da:
- Scritto da:

### Trama
- Interpreti: Gene Autry (Gene Autry), Pat Buttram (Pat Buttram), Jane Frazee (Jane Winslow), Roy Gordon (dottor R.J. Armstrong), B.G. Norman (Timmy Winslow), Dennis Moore (Fred Mason, capo criminale), Gregg Barton (scagnozzo Gaffer), James Anderson (Paul Winslow), Ed Hinkle (scagnozzo Spike), Frankie Marvin (cittadino), Lee Morgan (barista)

## Hot Lead and Old Lace
- Diretto da:
- Scritto da:

### Trama
- Interpreti: Gene Autry (Gene Autry), Pat Buttram (Pat Buttram), Mira McKinney (Maude Munroe), Harry Lauter (Chad Matthews), Steve Clark (Pete Munroe), Don C. Harvey (Max), Robert J. Wilke (Cody), Art Dillard (conducente della diligenza), Bob Woodward (Pete Armstrong)

## Blazeaway
- Diretto da:
- Scritto da:

### Trama
- Interpreti: Gene Autry (sergente Gene Autry), Pat Buttram (Pat Buttram), Mary Treen (Netty Blinkensop), Richard Travis (Hec Watson, il sindaco), Pierre Watkin (colonnello), Robert Bice (Fighting Eagle), Kermit Maynard (Twigg, Slender Henchman), Sandy Sanders (Stagg, Bearded Henchman), Bob Woodward (Gray Badger - Indiano con arco e freccia), Boyd Stockman (Frank)

## Bullets & Bows
- Diretto da:
- Scritto da:

### Trama
- Interpreti: Gene Autry (Gene Autry), Champion (Champion - Gene's Horse), Pat Buttram (Pat Buttram), Elaine Riley (Joyce Lawson), Myron Healey (sceriffo), John Doucette (scagnozzo Frank), Denver Pyle (Burr Ramsey), Gregg Barton (scagnozzo Sloan), Bob Woodward (conducente della diligenza)

## Trouble at Silver Creek
- Diretto da:
- Scritto da:

### Trama
- Interpreti: Gene Autry (sceriffo Gene Autry), Pat Buttram (Pat Buttram), Barbara Stanley (Alice Caldwell), George Pembroke (Kelly the Knife Man), Steve Conte (scagnozzo Buzz), Leonard Penn (Herb Higgins), Craig Woods ('Chalky' White), Francis McDonald (Sam Caldwell / Dude Williams), Tom Tyler (scagnozzo Hank)

## Six Gun Romeo
- Diretto da:
- Scritto da:

### Trama
- Interpreti: Gene Autry (Gene Autry), Pat Buttram (Pat Buttram), Elaine Riley (Jan Carter Gray), Mary Treen (Adele Tompkins), Richard Travis (Morgan), Pierre Watkin (sceriffo), Robert Bice (vice Chuck), Kermit Maynard (Biff - capo degli scagnozzi), Art Dillard (scagnozzo), Frankie Marvin (scagnozzo basso), Sandy Sanders (Joe), Boyd Stockman (conducente della diligenza), Bob Woodward (guardia della diligenza ferito)

## The Sheriff Is a Lady
- Diretto da:
- Scritto da:

### Trama
- Interpreti: Gene Autry (Gene Autry), Pat Buttram (Pat Buttram), Dickie Jones (Horace, the vice sceriffo), Elaine Riley (sceriffo Kathy Vale), John Doucette (Gimme Porter), Denver Pyle (Dodge Hartman), Myron Healey (Jack Wells), Gregg Barton (scagnozzo Hurry)

## The Trail of the Witch
- Diretto da:
- Scritto da:

### Trama
- Interpreti: Gene Autry (Gene Autry), Pat Buttram (Pat Buttram), Almira Sessions (Mag, the Witch), Steve Conte ('Breed' - Lead Henchman), George Pembroke (il giudice), Leonard Penn (vice Marvin Green), Tom Tyler (scagnozzo Snake-Eye), Jay Kirby (sceriffo Ned Ritch), Francis McDonald (Jake Elston, Townsman), Craig Woods (scagnozzo Jigger), Art Dillard (uomo nell'ufficio dello sceriffo), Sandy Sanders (Stage Guard), Bob Woodward (conducente della diligenza)